# The Mixed Tape
The Mixed Tape è il primo singolo dei Jack's Mannequin, tratto dal loro album di debutto Everything in Transit e pubblicato nel 2005.
Il singolo è stato suonato nella serie televisiva One Tree Hill. Nel video della canzone, inoltre, appare Hilarie Burton.
Nel 2006 la canzone fu inclusa nella raccolta 97X Green Room 2.